# وآرس سور رسیکس
وآرس سور رسیکس (به فرانسوی: Vars-sur-Roseix) یک کمون در فرانسه است که در Canton of Ayen واقع شده‌است.

## خصوصیات
وآرس سور رسیکس ۴٫۲۶ کیلومترمربع مساحت و ۳۰۴ نفر جمعیت دارد و ۲۱۰ متر بالاتر از سطح دریا واقع شده‌است.